# Boehmantis microtympanum
Boehmantis microtympanum – gatunek płaza bezogonowego z rodziny mantellowatych (Mantellidae), jedyny przedstawiciel rodzaju Boehmantis. Endemit występujący tylko w południowo-wschodniej części Madagaskaru.

## Systematyka
Boehmantis microtympanum zalicza się do rodziny mantellowatych, a w jej obrębie do podrodziny Mantellinae.

## Budowa
Płaz mierzy od 6,0 do 8,0 cm.
Zwierzę ubarwione jest oliwkowozielonkawo do brązów. Ten pierwszy typ spotyka się szczególnie u młodych osobników. Zabarwienie nie jest jednolite, lecz pokryte niewyraźnymi plamkami barwy jaśniejszej bądź ciemniejszej od podłoża. Ciemne plamki pokrywają także spodnią stronę ciała płaza, jaśniejszą od grzbietowej, w obrębie gardła i klatki piersiowej. Skóra pokrywająca grzbiet zwierzęcia odznacza się gładkością.
Błona bębenkowa jest widoczna, ale niezbyt duża. Jej średnica stanowi ćwierć średnicy oka. Może to świadczyć o tym, że gatunek, żyjący wśród głośnych strumieni, nie nawołuje.
Kończyna przednia nie wytwarza błony pławnej. Gruczoły udowe samców nie występują. Staw skokowy sięga nozdrzy. Stopa objęta jest kompletną błoną pławną. Opuszki wieńczące palce obu par kończyn są powiększone.
Vences i Glaw zwracają uwagę na podobieństwo tego płaza do Mantidactylus grandidieri, Mantidactylus guttulatus (B. microtympanum ma lepiej wyrażone opuszki palców), Spinomantis microtis, Mantidactylus lugubris (dotyczy to młodszych przedstawicieli opisywanego tu gatunku).

## Cykl życiowy
Zwierzę prowadzi rozród w kamienistych strumieniach o wartkim nurcie. Jego aktywność przypada na czas nocny. Widuje się wtedy tego płaza usadowionego na kamieniu. Niekiedy też obserwowano skaczące z kamieni osobniki porą popołudniową.
Nauka nie zna jaj ani kijanek tego gatunku. Natomiast w okolicy Nahampoana obserwowano osobniki młodociane. Było to w styczniu. Żabki mierzyły 1,6 cm (odległość od czubka pysku do ujścia kloaki). Ich błona bębenkowa była już dostrzegalna, choć cechowała się bardzo małą wielkością

## Rozmieszczenie geograficzne
Gatunek jest endemitem spotykanym tylko na Madagaskarze. Jego zasięg występowania jest niewielki, obejmuje tylko tereny położone na południowym wschodzie wyspy. Leżą one pomiędzy Midongy-Sud i Andohahela. Vences i Glaw wymieniają następujące miejsca: Ambana, Andohahela, Bekazaha, Chaines Anosyennes, Isaka-Ivondro, Manantantely, Nahampoana, Soavala; w sumie zbiera się to na mniej niż 5 odrębnych lokalizacji. Obszar ten nie sięga nawet 500 km².

## Ekologia
Zwierzę bytuje na wysokościach od 50 do 1000 m nad poziomem morza.
Siedlisko tego płaza stanowią lasy, zarówno dziewicze, jak i wtórne, zdegradowane na skutek działań ludzkich. IUCN wspomina jednak o napotkaniu osobnika na terenie otwartym, w okolicy reliktowego lasu. Zwierzę zamieszkuje wartkie, głośne, kamieniste strumienie wraz z M. lugubris.

## Zagrożenia i ochrona
IUCN uważa gatunek za lokalnie pospolity. Zauważa jednak, że w pewnych okolicach nieopodal Fort Dauphin płaz wyginął. W efekcie całkowita liczebność gatunku ulega spadkowi.
IUCN wymienia liczne zagrożenia negatywnie wpływające na gatunek. Podaje rozwój rolnictwa, pozysk drewna i węgla drzewnego, wypas zwierząt gospodarskich, osadnictwo ludzkie, rozprzestrzenienie się inwazyjnych eukaliptusów. Z kolei odłów w celach kulinarnych organizacja uznaje za jedynie lokalne zagrożenie. AmphibiaWeb piórem Vencesa i Glawa wspomina o deforestacji związanej z fragmentacją środowiska, podaje też prócz wyżej wymienionych odłów jako zwierząt domowych oraz urbanizację.
Bezogonowy zamieszkuje tereny chronione, jak Parki Narodowe Andohahela i Midongy-du-Sud.